# بلين (مينيسوتا)
بلايني هي مدينة في مقاطعتي أنوكا ورامزي في ولاية مينيسوتا، الولايات المتحدة الأمريكية. وبلغ عدد سكانها 44942 في تعداد عام 2000. وتقع المدينة في مقاطعة أنوكا أساساً، وجزء من منطقة مينابوليس سان بول في المناطق الحضرية.

## التركيبة السكانية
قام مكتب تعداد الولايات المتحدة بتحديد بيانات التركيبة السكانية لبلاينيفي تعداد الولايات المتحدة. في ما يلي، التركيبة السكانية حسب تعدادي 2000 و2010.

### تعداد عام 2000
بلغ عدد سكان بلايني 44,942 نسمة بحسب تعداد عام 2000، وبلغ عدد الأسر 15,898 أسرة وعدد العائلات 12,177 عائلة مقيمة في المدينة. في حين سجلت الكثافة السكانية 1,330 نسمة لكل ميل مربع (513.5/كم2). وبلغ عدد الوحدات السكنية 16,169 وحدة بمتوسط كثافة قدره 477.6 نسمة لكل ميل مربع (184.4/كم2).
وتوزع التركيب العرقي للمدينة بنسبة 93.46% من البيض و0.63% من الأمريكيين الأصليين و2.54% من الأمريكيين ذوي الأصول الآسيوية و0.02% من سكان جزر المحيط الهادئ و0.86% من الأمريكيين الأفارقة و1.75% من عرقين مختلطين أو أكثر.
بلغ عدد الأسر 15,898 أسرة كانت نسبة 41.1% منها لديها أطفال تحت سن الثامنة عشر تعيش معهم، وبلغت نسبة الأزواج القاطنين مع بعضهم البعض 61.1% من أصل المجموع الكلي للأسر، ونسبة 11.1% من الأسر كان لديها معيلات من الإناث دون وجود شريك، وكانت نسبة 23.4% من غير العائلات. تألفت نسبة 17.0% من أصل جميع الأسر من أفراد ونسبة 3.3% كانوا يعيش معهم شخص وحيد يبلغ من العمر 65 عاماً فما فوق. وبلغ متوسط حجم الأسرة المعيشية 3.19، أما متوسط حجم العائلات فبلغ 2.82.
بلغ العمر الوسطي للسكان 33 عاماً. وكانت نسبة 8.7% بين الثامنة عشر والأربعة وعشرون عاماً، ونسبة 34.8% كانت واقعةً في الفئة العمرية ما بين الخامسة والعشرين حتى الرابعة والأربعين عاماً، ونسبة 22.0% كانت ما بين الخامسة والأربعين حتى الرابعة والستين، ونسبة 5.3% كانت ضمن فئة الخامسة والستين عاماً فما فوق. يوجد لكل 100 أنثى 100.2 ذكر، ويوجد لكل 100 أنثى في الثامنة عشر من عمرها فما فوق 98.1 ذكر.

### تعداد عام 2010
بلغ عدد سكان بلايني 57,186 نسمة بحسب تعداد عام 2010، وبلغ عدد الأسر 21,077 أسرة وعدد العائلات 15,423 عائلة مقيمة في المدينة. في حين سجلت الكثافة السكانية 1,689.4 نسمة لكل ميل مربع (652.3/كم2). وبلغ عدد الوحدات السكنية 21,921 وحدة بمتوسط كثافة قدره 647.6 لكل ميل مربع (250.0/كم2).
وتوزع التركيب العرقي للمدينة بنسبة 84.0% من البيض و0.5% من الأمريكيين الأصليين و7.8% من الأمريكيين ذوي الأصول الآسيوية و3.7% من الأمريكيين الأفارقة و2.7% من عرقين مختلطين أو أكثر.
بلغ عدد الأسر 21,077 أسرة كانت نسبة 38.3% منها لديها أطفال تحت سن الثامنة عشر تعيش معهم، وبلغت نسبة الأزواج القاطنين مع بعضهم البعض 57.8% من أصل المجموع الكلي للأسر، ونسبة 10.8% من الأسر كان لديها معيلات من الإناث دون وجود شريك، بينما كانت نسبة 4.6% من الأسر لديها معيلون من الذكور دون وجود شريكة وكانت نسبة 26.8% من غير العائلات. تألفت نسبة 20.7% من أصل جميع الأسر من أفراد ونسبة 5.7% كانوا يعيش معهم شخص وحيد يبلغ من العمر 65 عاماً فما فوق. وبلغ متوسط حجم الأسرة المعيشية 3.14، أما متوسط حجم العائلات فبلغ 2.71.
بلغ العمر الوسطي للسكان 35.6 عاماً. وكانت نسبة 26.5% من القاطنين تحت سن الثامنة عشر، وكانت نسبة 7.4% بين الثامنة عشر والأربعة وعشرون عاماً، ونسبة 30.7% كانت واقعةً في الفئة العمرية ما بين الخامسة والعشرين حتى الرابعة والأربعين عاماً، ونسبة 27% كانت ما بين الخامسة والأربعين حتى الرابعة والستين، ونسبة 8.5% كانت ضمن فئة الخامسة والستين عاماً فما فوق. وتوزع التركيب الجنسي للسكان بنسبة 49.1% ذكور و50.9% إناث.